# Kori Carter
Kori Carter (ur. 3 czerwca 1992 w Claremont) – amerykańska lekkoatletka specjalizująca się w biegach płotkarskich.
W 2009 została wicemistrzynią świata juniorów młodszych na dystansie 100 metrów przez płotki. W 2017 zdobyła złoty medal mistrzostw świata w Londynie.
Stawała na podium mistrzostw USA. Złota medalistka mistrzostw NCAA.

## Osiągnięcia
| Rok  | Impreza                               | Miejsce    | Konkurencja                     | Lokata     | Wynik |
| ---- | ------------------------------------- | ---------- | ------------------------------- | ---------- | ----- |
| 2008 | Mistrzostwa świata juniorów           | Bydgoszcz  | bieg na 400 metrów przez płotki | eliminacje | 61,20 |
| 2009 | Mistrzostwa świata juniorów młodszych | Bressanone | bieg na 100 metrów przez płotki | 2. miejsce | 13,26 |
| 2014 | Puchar interkontynentalny             | Marrakesz  | bieg na 100 metrów przez płotki | 7. miejsce | 56,80 |
| 2015 | Mistrzostwa świata                    | Pekin      | bieg na 400 metrów przez płotki | półfinał   | DNF   |
| 2017 | Mistrzostwa świata                    | Londyn     | bieg na 400 metrów przez płotki | 1. miejsce | 53,07 |
| 2019 | Mistrzostwa świata                    | Doha       | bieg na 400 metrów przez płotki | eliminacje | DNF   |

## Rekordy życiowe
- Bieg na 60 metrów przez płotki (hala) – 8,00 (2018)
- Bieg na 100 metrów przez płotki – 12,76 (2013)
- Bieg na 400 metrów przez płotki – 52,95 (2017)